# 雷克呂半島
雷克呂半島是南極洲的半島，位於埃爾斯沃思地西部，長11公里，在1898年首次由比利時的探險隊繪入地圖，以法國的地理學家命名。
64°33′S 61°47′W / 64.550°S 61.783°W